# Albano Seguri
Albano Seguri (Mantova, 2 novembre 1913 – Mantova, 10 luglio 2001) è stato uno scultore, pittore e incisore italiano.

## Biografia
Albano Seguri nasce a Mantova il 2 novembre 1913, la prima formazione artistica avviene all'accademia di Verona nel 1931, mentre, l’anno successivo, frequenta l'accademia di Brera, dove ebbe come maestro lo scultore Francesco Messina. Nella Milano del dopoguerra frequenta abitualmente l’atelier di Arturo Martini, mentre con Lucio Fontana esegue grandi cicli decorativi per la Triennale. Nel capoluogo lombardo espone alle mostre d’arte del secondo futurismo, patrocinate da Filippo Tommaso Marinetti.
Sono gli anni degli incontri con gli esponenti della Scuola Romana quali Scipione, Mafai, Pirandello e del gruppo milanese di Corrente, tra questi Raffaele De Grada, Treccani, Sassu, Birolli, Guttuso, Sandro Bini.
Durante i soggiorni romani progetta e realizza apparati decorativi e allestimenti scenici per il Teatro delle Arti di Roma e per i Carri di Tespi Lirici affiancandosi a Marino Mazzacurati e Pericle Fazzini.
Parallelamente si dedica attivamente alla scultura, almeno fino allo scoppio della guerra quando è richiamato alle armi come ufficiale. Si apriva agli inizi del 1940 un periodo di lunga inattività che si sarebbe concluso sollo alla fine della Resistenza. La sua attività espositiva ricomincia il 25 aprile 1945 con la partecipazione alla prima mostra del Gruppo Artistico Mantovano. La prima personale è datata 1947. Nel 1949 è tra i vincitori del Premio Suzzara e del Premio Mantova, quest'ultimo vinto anche nel 1951. Le sue sculture sono accolte nelle più prestigiose rassegne dell’epoca, accanto a quelle di Moore, Arp, Archipenko, Marini, Viani, Mirko, Fazzini e altri. Nel 1951 è invitato alla VI Quadriennale d’Arte di Roma. Nel 1952 alla Biennale di Venezia come nel 1954. Nel 1955, nel 1959 e nel 1965 è ancora alla Quadriennale di Roma. Dal 1952 è titolare della cattedra di disegno dal vero e di plastica all’Istituto d’arte di Mantova.

## Tecniche di produzione
La produzione scultorea di Seguri conta opere realizzate in terracotta, gesso, bronzo, alluminio, marmo, sia nelle figure tridimensionali che nei bassorilievi. La tecnica pittorica è la più varia: matita, china, pastello, olio e tecnica mista; i supporti sono anch’essi i più vari, tra i quali anche il compensato.

## Partecipazioni a Biennali e Quadriennali d'Arte
Negli anni cinquanta partecipò a numerosi premi artistici con opere di scultura. Espose ad alcune Quadriennali di Roma e ad alcune Biennali di Venezia.
- 1951 - Roma, VI Quadriennale nazionale d'arte
- 1952 - Venezia, XXV Esposizione internazionale d'arte
- 1954 - Venezia, XXVI Esposizione internazionale d'arte
- 1955 - Roma, VII Quadriennale nazionale d'arte
- 1956 - Venezia, XXVIII Esposizione internazionale d'arte
- 1959 - Roma, VIII Quadriennale nazionale d'arte
- 1965 - Roma, IX Quadriennale nazionale d'arte
- 1988 - Cremona, Biennale di Cremona

## Mostre personali e collettive
- 1947 Mostra personale "Galleria del Pioppo" - Mantova - Scultura e Grafica Mostra collettiva Palazzo della Ragione - Mantova
- 1948 Mostra Internazionale Scultura all'aperto - Villa Mirabello – Varese
- 1949 Mostra Natale dell'Arte - Arengario - Milano Mostra Scultura della Resistenza Internazionale - Vienna
- 1950 Mostra personale - Palazzo Ducale – Mantova
- 1951 Mostra del Monumento al Partigiano – Parma
- 1952 Mostra alla Permanente di Milano Mostra Quadriennale di Roma - Palazzo delle Esposizioni
- 1953 Mostra Internazionale "Biennale di Venezia" - Sculture all'aperto
- 1955 Mostra itinerante Piccoli bronzi Liegi - Parigi - Amburgo Mostra Internazionale Biennale di Venezia - Scultura all'aperto Mostra Internazionale Scultura en plein air - "Stickne soombeetk" 55 Arnhem-Holand con: Moor - Arp -Wotruba - Zadkine - Picasso - Calder, ecc.
- 1956 Mostra Biennale di Verona alla Gran Guardia Quadriennale d'Arte di Roma - Palazzo delle esposizioni Mostra alla Galleria Claude Asse Rue Dragon – Parigi
- 1957 Mostra Internazionale del Bronzetto - Padova con Wotruba - Arp - Archipenko – Marino
- 1959 Mostra regionale - pittura-scultura – Cremona
- 1960 Mostra Internazionale del Bronzetto – Padova
- 1961 Mostra scultura e grafica permanente di Milano Mostra piccolo bronzo - Anversa
- 1962 Mostra piccole sculture Cortina d'Ampezzo
- 1969 Mostra Concorso Nazionale monumento a Paisiello – Taranto
- 1970 Mostra grafica "Galleria Folgaria" -Trento Mostra Collettiva Via Brera - Milano Quadriennale di Roma - Palazzo delle Esposizioni; Mostra d'Arte Sala Comunale - Cremona
- 1973 Mostra "Sculture nella Città" opere all'aperto - Mantova
- 1980 Mostra Monumento alla Resistenza – Vigevano
- 1981 Mostra di Palazzo della Ragione – Mantova
- 1982 Mostra di Palazzo della Ragione – Mantova
- 1983 Mostra Palazzo Ducale – Mantova
- 1984 Mostra Artisti lombardi – Cremona
- 1985 Mostra Galleria Andreani – Mantova; Mostra - Libreria Einaudi - Mantova
- 1986 Mostra "Oltre le nebbie" - Reggiolo (Reggio Emilia)
- 1987 Mostra Galleria - Piccolo - Roma
- 1988 Biennale di Cremona
- 1989 Mostra d'arte sacra – Cremona
- 1990 Mostra - Palazzo della Ragione – Mantova
- 1991 Mostra - Opere della Resistenza - Modena Mostra - Casa del Mantegna – Mantova
- 1999 Mostra antologica - Palazzo della Ragione – Mantova

## Premi vinti e opere in luoghi pubblici
- 1946 Premio della Liberazione per la Scultura - Palazzo Ducale Mantova Premio "Medardo Rosso" per la Scultura - Milano
- 1948 Scultura "Operai" acquistata per il Museo Stalin - Mosca
- 1949 Premio "Mantova" per la Scultura del Comune di Mantova - Palazzo della Ragione – Mantova; Premio di Scultura - Suzzara Grandi Altorilievi Palazzo Ariston – Mantova
- 1950 Monumento ai Partigiani - Famedio – Mantova; Monumento ai Caduti - Virgilio – Mantova
- 1951 Premio Mantegna per la Scultura -Casa del Mantegna – Mantova
- 1954 Premio della Resistenza per la Scultura - Casa del Mantegna – Mantova; Premio per la Scultura C.I.F. Palazzo delle Poste – Mantova
- 1955 Premio di Primo Grado per il Monumento alla Resistenza – Reggio Emilia
- 1956 Premio del Comune di Milano per lo scultore maggiormente affermato nell'anno 1956, Palazzo Marino –Milano; Scultura in terracotta acquisita dal Comune di Milano per la Galleria d'Arte Moderna – Milano.
- 1957 Esecuzione di due sculture offerte dal Comune di Mantova alle città di Charlesville Tennessee e Mosca Monumento ai Caduti – Roverbella
- 1958 Premio Morsan's Paints – Rimini; Premio Suzzara per la grafica – Suzzara; Esecuzione di un altorilievo "Annunciazione" inaugurato dal cardinale Roncalli per il Palazzo delle Poste – Venezia
- 1959 Monumento ai Caduti – Marmirolo
- 1963 Premio di primo grado alla Mostra Monumento alla Resistenza – Mantova
- 1965 Premio scultura per la nuova sede scuola - Borto Pompilio – Mantova
- 1965 Premio scultura per il nuovo istituto tecnico Commerciale "A. Secchi" – Reggio Emilia
- 1966 Premio Scultura per il nuovo edificio scolastico di Via Parma – Bolzano; Premio Bassorilievi per edificio scolastico – Bozzolo
- 1967 Premio scultura per la nuova sede edificio scolastico "Isabella d'Este" – Mantova
- 1968 Premio scultura fontana antistante nuovo edificio "L. Nobili" – Reggio Emilia
- 1970 Grande scultura per il nuovo complesso Zona Est - Castelfranco Veneto; Premio Altorilievo nuova sede scuola media – Sermide; Premio scultura-fontana dedicata a Trilussa nuovo complesso architettonico S. Salvatore – Alessandria; Premio grande mosaico per la Sala delle conferenze del nuovo Palazzo Borsa Merci – Cremona
- 1971 Premio Grande Pennello Scultura Smaltata per la nuova sede I.N.P.S. – Cremona; Premio Mosaico per la nuova sede I.N.P.S. – Verona; Premio scultura-fontana per la nuova sede complesso scolastico – Milano
- 1972 Premio Monumento alla Resistenza antistante il complesso architettonico A.M. Colombini – Piacenza; Premio Affreschi nuova sede scuola media - Luzzara – Reggio Emilia
- 1973 Premio Scultura i Bronzo nuova sede I.N.P.S. – Mantova; Premio Pannello per nuova sede Istituto scolastico Palazzolo sull'Oglio – Brescia
- 1974 Premio Scultura-fontana "Fontana Rossa" nuovo complesso scolastico – Modena
- 1975 Premio Scultura per nuova sede scolastica di Via Ripamonti – Milano
- 1976 Premio Scultura per nuova sede "Bertazzolo" – Mantova; Premio Monumento a Teofilo Folengo ai giardini Matteotti – Mantova; Premio Scultura nuova sede Istituto Tec. Industriale "E. Fermi" – Mantova
- 1977 Premio Grande Scultura nuova sede Istituto Commerciale – Suzzara; Premio Grande Altorilievo nuova sede Liceo Scientifico "Belfiore" – Mantova; Premio Bassorilievo per la nuova sede scolastica - Viadana Premio Pannello Policromo nuova sede Istituto Commerciale – Suzzara; Premio Grande scultura all'ingresso nuovo complesso architettonico.
- 1978 Premio Grande Bassorilievo “La Resistenza” nella Sala Consiliare della nuova sede I.N.P.S. – Brescia; Premio Grande Bassorilievo per il Gonfalone della Città di Parma – nuova sede del complesso architettonico “Fra Salimbeni” – Parma; Premio Grande Scultura dedicata alla Resistenza nel nuovo complesso architettonico “A.Mazza” – Parma; Premio scultura-fontana all’ingresso del nuovo complesso architettonico di via del Seminario - Cremona
- 1980 Premio Grande Scultura in Bronzo nell’aiuola antistante il nuovo complesso architettonico dell’Ospedale C.Poma – Mantova